# Fjarðabyggð
Fjarðabyggð (kiejtése: ˈfjarðaˌpɪɣθ) önkormányzat Izland Keleti régiójában.

## Létrejötte
1987-ben a területen Mjóafjarðarhreppur, Norðfjarðarhreppur, Neskaupstaður, Helgustaðahreppur, Eskifjarðarkaupstaður, Reyðarfjarðarhreppur, Fáskrúðsfjarðarhreppur, Búðahreppur, Stöðvarhreppur és Breiðöðhhreppur önkormányzatok voltak. 1998-ban Eskifjarðarkaupstaður, Neskaupstaður és Reyðarfjarðarhreppur összevonásával létrejött Fjarðabyggð.
2003-ban Búðahreppur és Stöðvahreppur Austurbyggðbe olvadt, amelyet 2006-ban összevontak Fjarðabyggðszel, Mjóafjarðarhreppurral és Fáskrúðsfjarðarhreppurral. 2018-ban végül Breiðdalshreppur és Fjarðabyggð összeolvadásával létrejött a mai önkormányzat.

## Parkok
Fjarðabyggðben két természetvédelmi terület (Fólkvangurinn és Hólmanes található). A Oddsskarð sípálya a közelben fekszik.

## Testvérvárosok
Fjarðabyggð testvértelepülései:
- Esbjerg, Dánia
- Eskilstuna, Svédország
- Gravelines, Franciaország
- Jyväskylä, Finnország
- Qeqqata, Grönland
- Stavanger, Norvégia
- Vágar, Feröer

## Fordítás
- Ez a szócikk részben vagy egészben  a   Fjarðabyggð című izlandi Wikipédia-szócikk ezen változatának fordításán alapul.  Az eredeti cikk szerkesztőit annak laptörténete sorolja fel. Ez a jelzés csupán a megfogalmazás eredetét és a szerzői jogokat jelzi, nem szolgál a cikkben szereplő információk forrásmegjelöléseként.
- Ez a szócikk részben vagy egészben  a   Fjarðabyggð című angol Wikipédia-szócikk ezen változatának fordításán alapul.  Az eredeti cikk szerkesztőit annak laptörténete sorolja fel. Ez a jelzés csupán a megfogalmazás eredetét és a szerzői jogokat jelzi, nem szolgál a cikkben szereplő információk forrásmegjelöléseként.